# Protorthodes saturnus
Protorthodes saturnus är en fjärilsart som beskrevs av John Kern Strecker 1900. Protorthodes saturnus ingår i släktet Protorthodes och familjen nattflyn. Inga underarter finns listade i Catalogue of Life.